# Soley Noma
Soley Noma (auch: Solley Noma) ist ein Dorf in der Landgemeinde Tamou in Niger.

## Geographie
Das Dorf liegt am rechten Ufer des Flusses Niger zwischen den Mündungen von dessen Nebenflüssen Goroubi im Norden und Diamangou im Süden. Es befindet sich rund 27 Kilometer nordöstlich des Hauptorts Tamou der gleichnamigen Landgemeinde, die zum Departement Say in der Region Tillabéri gehört. Zu den Siedlungen in der näheren Umgebung von Soley Noma zählen am gegenüberliegenden Niger-Ufer das Dorf Sounga Dossado im Nordosten und der Gemeindehauptort Kirtachi im Südosten.
Es herrscht das Klima der Sudanzone vor, mit einer durchschnittlichen jährlichen Niederschlagsmenge zwischen 600 und 700 mm.

## Bevölkerung
Bei der Volkszählung 2012 hatte Soley Noma 750 Einwohner, die in 102 Haushalten lebten. Bei der Volkszählung 2001 betrug die Einwohnerzahl 630 in 65 Haushalten.

## Wirtschaft und Infrastruktur
In Soley Noma wird Saatgut für Reis produziert. Es gibt eine Schule im Dorf.